# Пайк (національний ліс)

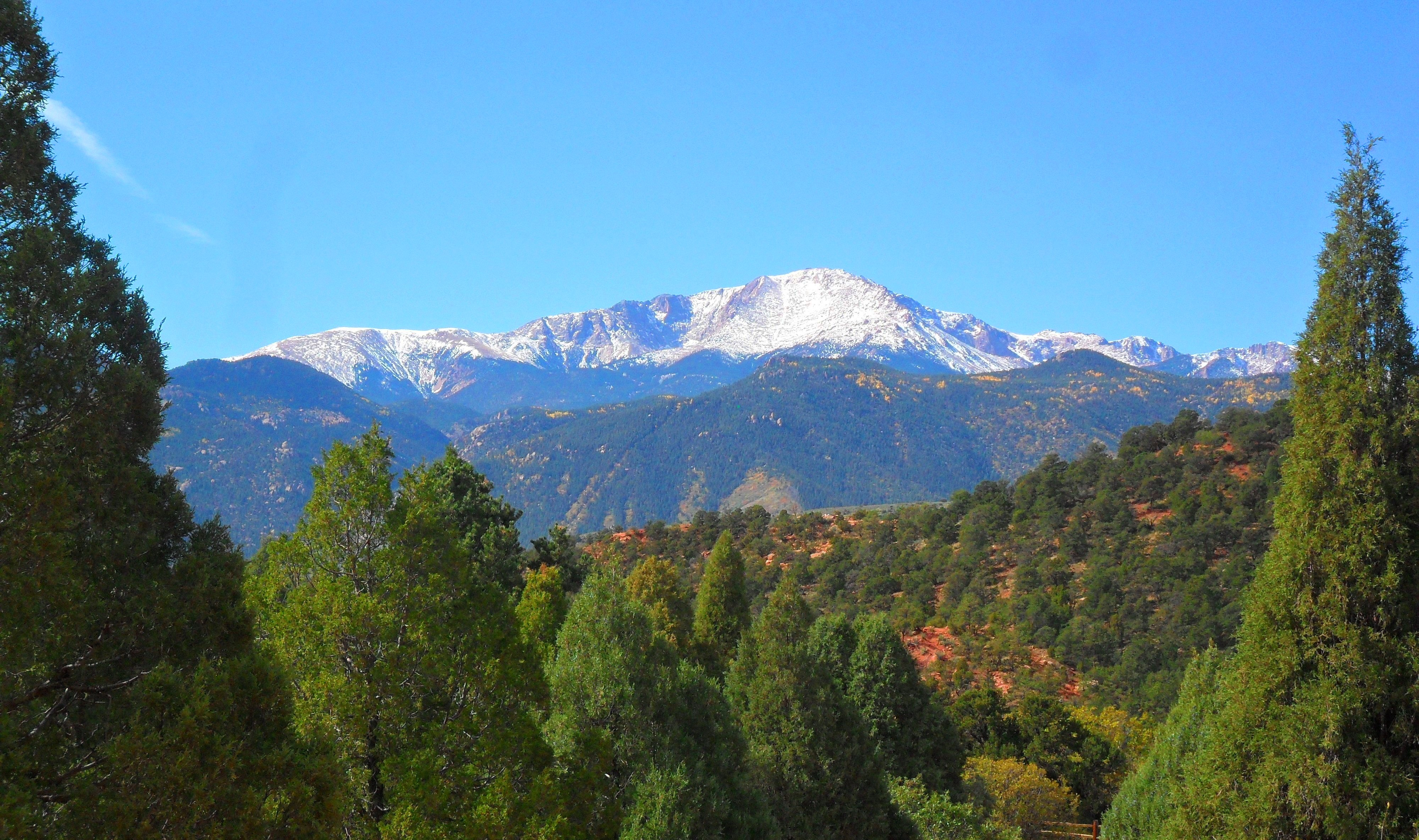
Пік Пайкс (4302 м) — візитівка національного лісу Пайк

Пайк (англ. Pike National Forest) — національний ліс в центральній частині штату Колорадо, США. Площа лісу становить 4478,27 км² (1,1 млн акрів). На півдні межує з  національним лісом Сан-Ісабель, на півночі — з  національним лісом Арапахо, на заході — з  національним лісом Уайт-Рівер.

## Загальна інформація
Територія національного лісу включає частини округів  Клір-Крик,  Теллер,  Парк,  Джефферсон,  Дуглас і  Ель-Пасо.
Лісовий резерват Пайк був утворений в 1892 році  Бенджаміном Харрісоном. В 1906 у за рішенням президента  Теодора Рузвельта переведений в статус національного лісу.
У північній частині національного лісу розташовано дві вершини, що перевищують 4200 м — Еванс (4348 м) і Бірстадт (4287 м). У західній частині розташовується хребет Москіто з вершинами Лінкольн (4357 м), Бросс (4321 м) і Демократ (4314 м). Пік Пайкс (4302 м) розташований в частині національного лісу на території округу Ель-Пасо.
Штаб-квартира адміністрації національних лісів Сан-Ісабель і Пайк і національних лугів  Сімаррон і  Команчі розташовується в місті  Пуебло . Відділення лісництва маються на Колорадо-Спрінгс,  Ферплей і  Моррісон.

## Території дикої природи
Кілька частин національного лісу мають статус МСОП Ib — «Територія дикої природи». Це — самі природні ділянки, які найбільш охороняються в США, доступ до них відкритий тільки пішим ходом або на коні.
- Баффало-Пікс (Buffalo Peaks, з 1993 року, 175,7 км², частково на території національного лісу Сан-Ісабель)
- Лост-Крік (Lost Creek, з 1980 року, 484,8 км²)
- Маунт-Еванс (Mount Evans, з 1980 року, 301,1 км², частково на території національного лісу Арапахо)